# Masonna
Masonna ist ein Japanoise-Musikprojekt von Yamazaki Maso Takushi. Masonna gehört zu den bekanntesten Japanoise-Projekten neben Merzbow.
Masonna wird oft als Abkürzung für Mademoiselle Anne Sanglante Ou Notre Nymphomanie Aureole oder seltener Mystic Another Selection Of Nurses Naked Anthology angegeben. Andererseits ist Maso japanisch für Masochist und Onna japanisch für Frau.

## Geschichte
Takushi begann 1987 damit Aufnahmen zu machen, die er auf dem Label Coquette zwischen 1989 und 1990 auf mehreren Musikkassetten veröffentlichte. Danach veröffentlichte er mehrere 7"-Schallplatten, die eine Auflage von 1 bis 10 Stück hatten und auf einer portablen Schnitt-Maschine gefertigt wurden. Nach und nach wurde Masonna immer bekannter und landete auf diversen Samplern.
Neben Masonna betreibt Takushi mit Fusao, einem Angel in Heavy Syrup Mitglied, die Band Christine 23 Onna, die Psychedelic Rock machen.
Masonna ist auch für Live-Auftritte bekannt, bei denen Takushi herumläuft und springt. Dabei zerstört er in der Regel seine Ausrüstung und zieht sich selbst körperliche Verletzungen zu. Die Konzerte sind deswegen extrem kurz und es gab schon Auftritte, die nur wenige Sekunden dauerten. Er ist auch als fliegender Noiseartist bekannt. Nach eigenen Aussagen versucht er bei einem Konzert alles zu geben und sobald er merke, dass seine Leistung abflaut, würde er den Auftritt sofort abbrechen.
Er trat auch bei dem berühmten Radio-DJ John Peel auf und ein Konzert von ihm wurde teilweise bei MTV übertragen.
Zusammenarbeiten mit Merzbow, Runzelstirn & Gurgelstock, KK Null, Violent Onsen Geisha und anderen fanden statt. Er trat auch als Vorband bei Konzerten von Sonic Youth, Beck, Blixa Bargeld und anderen bekannten Bands in Japan auf.